# Monteverde (colle di Roma)
Monteverde è una collina tufacea di 74 m slm che sorge a Roma sul lato destro del Tevere, a ovest del centro storico, nel territorio del Municipio XII.
Corrisponde alle propaggini occidentali del Gianicolo. Il toponimo indica anche il quartiere di Monteverde Vecchio e Nuovo, ufficialmente denominato Gianicolense.

## Origine del nome
Il toponimo potrebbe fare riferimento al tufo di colore verde-giallognolo che veniva estratto dalle cave del Gianicolo, analogamente al termine Mons Aureus, ossia Monte d'oro o Montorio.  

## Storia
Il quartiere è ricco di testimonianze storiche, essendo prossimo alla città antica, poiché sorgevano qui gli Orti di Cesare, numerosi luoghi di culto pagani ed alcune catacombe ebraiche e cristiane, tra cui quelle di Ponziano e di San Pancrazio, al di sotto della basilica omonima. Nell'antichità era attraversato dall'attuale via di Monteverde, che era un diverticolo della via Portuense, e il cui tratto iniziale è oggi individuabile nella via Parini, e dalla via Vitellia che collegava il Gianicolo con la costa tirrenica.
Nel Seicento, dalla fusione di diverse vigne fu realizzata a nord del quartiere la villa Doria Pamphilj, il parco pubblico più grande di Roma, al cui interno sorge il Casino progettato da Alessandro Algardi e che fu espropriato e poi aperto al pubblico nel 1972. L'area della villa, insieme col Vascello e porta San Pancrazio, fu teatro nel 1849 di cruente battaglie per la difesa della Repubblica Romana.
Sulla base del piano regolatore del 1909, nell'area più prossima alle Mura è avvenuta agli inizi del Novecento la prima espansione urbana di Monteverde Vecchio (via Carini e piazza Rosolino Pilo), caratterizzato da villini signorili con giardino, inclusi dal vigente piano regolatore nella "città storica". L'edificazione è poi proseguita durante il fascismo con le case popolari (soprannominate "i grattacieli") nella vallata di via di Donna Olimpia (occupata un tempo dal fosso di Tiradiavoli fino al Ponte Bianco, struttura ferroviaria degli anni venti), con l'ospedale del Littorio, oggi San Camillo, e con le palazzine sull'altro rilievo di Monteverde Nuovo, incentrato su piazza San Giovanni di Dio. Solo nel secondo dopoguerra è invece cominciata l'edificazione dei Colli Portuensi, in concomitanza con l'apertura dell'omonima strada come parte della via Olimpica.

## Parchi
- Villa Doria Pamphilj
- Villa Sciarra